# Иман Мерга
Иман Мерга Джида — эфиопский легкоатлет, который специализируется в беге на длинные дистанции. Бронзовый призёр чемпионата мира 2011 года на дистанции 10 000 метров. Чемпион мира по кроссу 2011 года. Трёхкратный победитель кросса Cross de Atapuerca. Занял 12-е место на дистанции 10 000 метров на чемпионате мира 2013 года в Москве.

## Сезон 2014 года
16 марта занял 12-е место на Лиссабонском полумарафоне с результатом 1:03.29.

## Личные рекорды
- 3000 метров — 7.51,24
- 5000 метров — 12.53,58
- 10 000 метров — 26.48,35

## Достижения
5000 метров
- 2009:  Memorial Van Damme – 12.55,66
- 2010:  Qatar Athletic Super Grand Prix – 13.05,20
- 2010:  Bislett Games – 12.53,81
- 2010:  Golden Gala – 13.00,12
- 2010:  Prefontaine Classic – 13.00,18
- 2010:  British Grand Prix – 13.00,48
- 2010:  DN Galan – 12.53,58
- 2010:  Weltklasse Zürich – 12.56,34
- 2011:  Golden Gala – 12.54,21
- 2011:  Athletissima – 12.59,47
- 2011:  British Grand Prix – 13.07,63
- 2011:  Memorial Van Damme – 12.58,32
- 2012:  Bislett Games – 12.59,77

10 000 метров
- 2011:  Prefontaine Classic – 26.48,35
- 2013:  Prefontaine Classic – 27.12,37